# V842 Геркулеса
V842 Геркулеса (лат. V842 Herculis) — тройная звезда в созвездии Геркулеса на расстоянии приблизительно 559 световых лет (около 171 парсек) от Солнца. Видимая звёздная величина звезды — от +10,45m до +9,85m. Возраст звезды определён как около 3,714 млрд лет.
Пара первого и второго компонентов — двойная затменная переменная звезда типа W Большой Медведицы (EW)*. Орбитальный период — около 0,419 суток (10,057 часа).

## Характеристики
Первый компонент — жёлто-белая звезда спектрального класса G2, или F9V. Масса — около 1,45 солнечной, радиус — около 1,47 солнечного, светимость — около 2,08 солнечной. Эффективная температура — около 5795 K.
Второй компонент — жёлто-белая звезда спектрального класса G-F. Масса — около 0,38 солнечной, радиус — около 0,81 солнечного, светимость — около 0,77 солнечной. Эффективная температура — около 6020 K.
Третий компонент. Орбитальный период — около 14,3 года.